# István Tisza
István Imre Lajos Pál Tisza de Borosjenő et Szeged (Peste, 22 de abril de 1861 – Budapeste, 31 de outubro de 1918) foi um político húngaro, primeiro-ministro e membro da Academia Húngara de Ciências. Os dois eventos mais importantes de sua vida foram a entrada da Áustria-Hungria na Primeira Guerra Mundial, quando exercia o segundo mandato como primeiro-ministro, e a Revolução dos Crisântemos, que culminou com seu próprio assassinato. Tisza apoiou a monarquia dual da Áustria-Hungria e foi representante do então acordo liberal-conservador.
Membro do Parlamento desde 1886, Tisza foi um dos maiores defensores do Compromisso austro-húngaro de 1867 e contrário a quaisquer reformas que permitissem o sufrágio universal (antes de 1918 apenas 10% da população húngara podia votar e ocupar cargos públicos). Em assuntos econômicos, Tisza foi um modernizador que incentivou e apoiou a industrialização. Também foi adversário do antissemitismo, que ele via como algo comprometedor ao desenvolvimento econômico da Hungria.